# Hola, ¿estás sola?
Hola, ¿estás sola? es una película de Icíar Bollaín con la que debutó como directora de un largometraje.

## Sinopsis
La película trata de dos chicas, Niña (Silke) y Trini (Candela Peña), que viven en Valladolid. Las dos deciden irse de casa porque Niña tiene un conflicto con su padre (Pedro Miguel Martínez) y Trini tiene problemas con el alquiler. Las dos chicas comparten el deseo de ser independientes, libres y ricas. 
Durante su camino las dos trabajan de animadoras en un hotel en Málaga, donde salen a la luz las primeras diferencias de carácter. Mientras que a Niña le gusta la vida cómoda, divertida y libre de su trabajo como animadora, Trini quiere una vida sólida con su propia casa. Por la insatisfacción de Trini las dos chicas se van a Madrid, donde vive Mariló, la madre de Niña (Elena Irureta). Al divorciarse de su marido, la relación con Niña no es buena. Ésta no quiere irse a Madrid, aunque Trini consigue convencerla. Niña no quiere tener contacto con su madre pero Trini encuentra en ella a la madre que nunca tuvo. 
La trama cambia rápidamente cuando las dos chicas conocen a un ruso llamado Olaf (Arcadi Levin) porque el valor del amor gana importancia. Tras varios problemas pequeños, el grupo decide abrir un chiringuito en el sur. Con ese proyecto se cumple el deseo de una vida mejor, pero por culpa de la madre de Niña el viaje no terminará con la apertura del negocio. A pesar de todo, los conflictos no consiguen romper la relación ni influir negativamente en la amistad de Niña y Trini.

## Palmarés
40.ª Semana Internacional de Cine de Valladolid 1995
| Categoría                      | Persona            | Resultado |
| ------------------------------ | ------------------ | --------- |
| Premio al Mejor Nuevo Director | Iciar Bollaín      | Ganadora  |
| Premio del Público             | Premio del Público | Ganador   |
| Mención Especial               | Mención Especial   | Ganador   |

## Reparto
| Actor/Actriz          | Personaje           |
| --------------------- | ------------------- |
| Silke                 | Niña                |
| Candela Peña          | Trini               |
| Álex Angulo           | Pepe                |
| Elena Irureta         | Mariló              |
| Arcadi Levin          | Olaf                |
| Daniel Guzmán         | Novio               |
| Pedro Miguel Martínez | Padre               |
| Antonio de la Torre   | Joven               |
| Ruth Rodríguez        | Inquilina           |
| Alfonso Nsue          | Inquilino           |
| Amelia Ochandiano     | Casera              |
| David Jareño          | Jefe de estación    |
| Paco Catalá           |                     |
| Icíar Bollaín         | Cantante en karaoke |